# Aiguo, Sichuan
Aiguo (kinesiska: 爱国乡, 爱国) är en socken i Kina. Den ligger i provinsen Sichuan, i den sydvästra delen av landet, omkring 500 kilometer söder om provinshuvudstaden Chengdu. Antalet invånare är 3 671. Befolkningen består av 1 742 kvinnor och 1 929 män. Barn under 15 år utgör 20,0 %, vuxna 15-64 år 68 %, och äldre över 65 år 11,0 %.
Genomsnittlig årsnederbörd är 1 003 millimeter. Den regnigaste månaden är juli, med i genomsnitt 267 mm nederbörd, och den torraste är januari, med 4 mm nederbörd.